# HD 47186 c
HD 47186 c是一顆距離地球約123光年的太陽系外行星，位於大犬座，母恆星是HD 47186。它的質量下限是木星的0.35061倍或土星的1.1712倍，公轉週期是1353.6日或3.7059年，軌道離心率則和冥王星接近。它和母恆星的距離相當於灶神星和太陽的距離。

## 外部連結
- . Exoplanets.   [2012-07-01]. （原始内容存档于2012-03-04）.